# Route nationale 18
Die Route nationale 18, kurz N 18 oder RN 18, war eine französische Nationalstraße, die 1824 zwischen Verdun und der belgischen Grenze bei Aubange festgelegt wurde. Sie geht auf die Route impériale 21 zurück. Ihre Länge betrug 71,5 Kilometer. 1973 wurde das Stück zwischen Longwy und der belgischen Grenze abgestuft. 1978 übernahm die N3 den Abschnitt zwischen Verdun und Étain und die N18 wurde ab Longwy zur luxemburgischen Grenze geführt:
- N 18 Étain – Longwy-Haut
- N 52 Longwy-Haut – Longwy-Bas
- N 52A Longwy-Bas – luxemburgische Grenze (N5)

2006 wurde sie abgestuft.

## N 1018
Die Route nationale 1018, kurz N 1018 oder RN 1018, war von 2005 bis 2006 ein Seitenast der N18, der östlich von Étain von dieser abzweigte, Warcq östlich umging, um dann in die N3 (Ex N390) zu münden. Heute ist sie Teil der D603 im Département Meuse.